# Sant Vicenç de Llançà
Sant Vicenç és una església al bell mig del nucli antic de la població de Llançà, a l'extrem sud-oest del nucli urbà. El temple ocupa en gran part el solar de l'antic castell-palau dels abats de Sant Pere de Rodes. Està catalogada a l'Inventari del Patrimoni Arquitectònic de Catalunya.

## Arquitectura
Església d'una nau amb capelles laterals i capçalera orientada a ponent. Aquesta estructura és poligonal a l'interior i carrada exteriorment. La nau està coberta per una volta de canó decorada amb llunetes i fragmentada per diversos arcs torals, recolzats en pilastres adossades als murs laterals, que alhora estan unides per una cornisa motllurada a l'alçada dels capitells. L'absis i les capelles laterals estan coberts per voltes d'arestes, tot i que la del presbiteri està decorada amb llunetes i fornícules motllurades. Les capelles s'obren a la nau mitjançant arcs de mig punt recolzats als murs laterals i acabats amb cul de llàntia. Una de les capelles laterals de la banda de tramuntana és més llarga que les restants. És coneguda com la capella del Santíssim o capella Fonda, i està construïda als baixos de la torre medieval de l'antic castell de Llançà. Està coberta per una volta d'aresta amb llunetes decorada i motllurada. Les tribunes corregudes situades damunt les capelles també presenten voltes d'arestes i estan comunicades amb el cor a través de dues portes rectangulars, emmarcades amb carreus de pedra ben desbastats. Estan delimitades amb baranes d'obra a manera de balustres, que substitueixen les originals en fusta. El cor, situat al peus de la nau, està sostingut per una gran volta d'aresta recolzada als murs laterals. A banda i banda de l'absis hi ha dues sagristies, amb petites voltes de canó emblanquinades, decorades amb motllures de llunetes, arcs torals i petxines. Al frontis del temple, situat a la banda de ponent de la plaça Major, hi ha una portalada monumental a la que s'accedeix mitjançant una llarga escala de pedra que la comunica amb la plaça, situada a un nivell molt inferior que el temple. La porta és d'arc de mig punt i està flanquejada per dues columnes circulars amb grans capitells ornamentats. Les columnes sostenen un entaulament rematat per una motllura semicircular que presenta la data 1760 gravada. Damunt d'aquest entaulament hi ha una gran fornícula amb la imatge de Sant Vicenç, feta per Domènec Fita en pedra de Girona. Tota la portalada està profusament decorada amb motius ornamentals en relleu extrets del llenguatge clàssic. La porta de fusta està gravada amb la data 1765. A la part superior del parament hi ha un rosetó de pedra amb vitralls de colors. La façana està emmarcada per dos grans contraforts. A l'angle nord-oest del temple s'aixeca la torre del campanar, de base quadrangular i amb la part superior octogonal, que presenta arcades de mig punt i coberta cupular.
La construcció és bastida amb pedra desbastada lligada amb morter de calç i amb carreus a les cantonades, tot i que la façana està arrebossada. L'interior del temple també està arrebossat i pintat.

## Història
El lloc i l'església de Llançà apareixen en la documentació des del segle x com a possessió de l'abadia de Sant Pere de Rodes. Així, l'any 974 el comte Gaufred d'Empúries i el seu fill Sunyer Bisbe d'Elna donen al cenobi unes propietats adjacents a les que ja posseïa a la vall de Llançà. Del mateix any 974 és una epístola del papa Benet VI a l'abat Hildesind en la qual es confirmen les possessions del monestir, entre les quals l'"Ecclesiam sancti Vicentii quae est in valle Lanciano". Aquest domini es torna a confirmar en un precepte del rei Lotari de l'any 982 i per una butlla papal de Joan XV de l'any 990.L'abadia de Sant Pere de Rodes gaudí de tots els drets feudals sobre Llançà. En un document del 1455 es fa constar que un dels monjos de la comunitat tenia càrrec de paborde de Llançà, títol encara existent l'any 1807.
La bonança econòmica degut a la gran producció de vi i l'oli, va animar a l'enderrocament de l'antiga església romànica i a aixecar una de nova més gran i majestuosa entre els anys 1690-1765 a l'interior del nucli envoltat per les muralles, concretament en un espai conegut com la Corralassa. Amb aquesta finalitat, es van adquirir dues cases veïnes per a enderrocar-les i afegir aquest espai a la nova església. Una d'aquestes cases era l'antic castell-palau dels abats de Sant Pere de Rodes.
La consagració de la nova església va tenir lloc el 7 de gener de 1730, tot i que no estava completament acabada. És curiós el comentari que fa sobre l'església Francisco de Zamora, amb motiu de la seva visita Llançà l'any 1790: "Las calles no valen nada, como tampoco la iglesia, en la que, entre altares, tribunas y estatuas en las pilastras, hay un pinar."
L'any 1782 es va encarregar un monumental retaule barroc a l'escultor Vicenç Real, de la ciutat de Vic, l'any 1787 es va adquirir l'orgue, la calaixera, imatges, etc.
Durant la Guerra Civil espanyola, va ser destruïda i convertida en caserna. Un cop acabada la guerra va ser restaurada i restituït el culte.